# Chemex

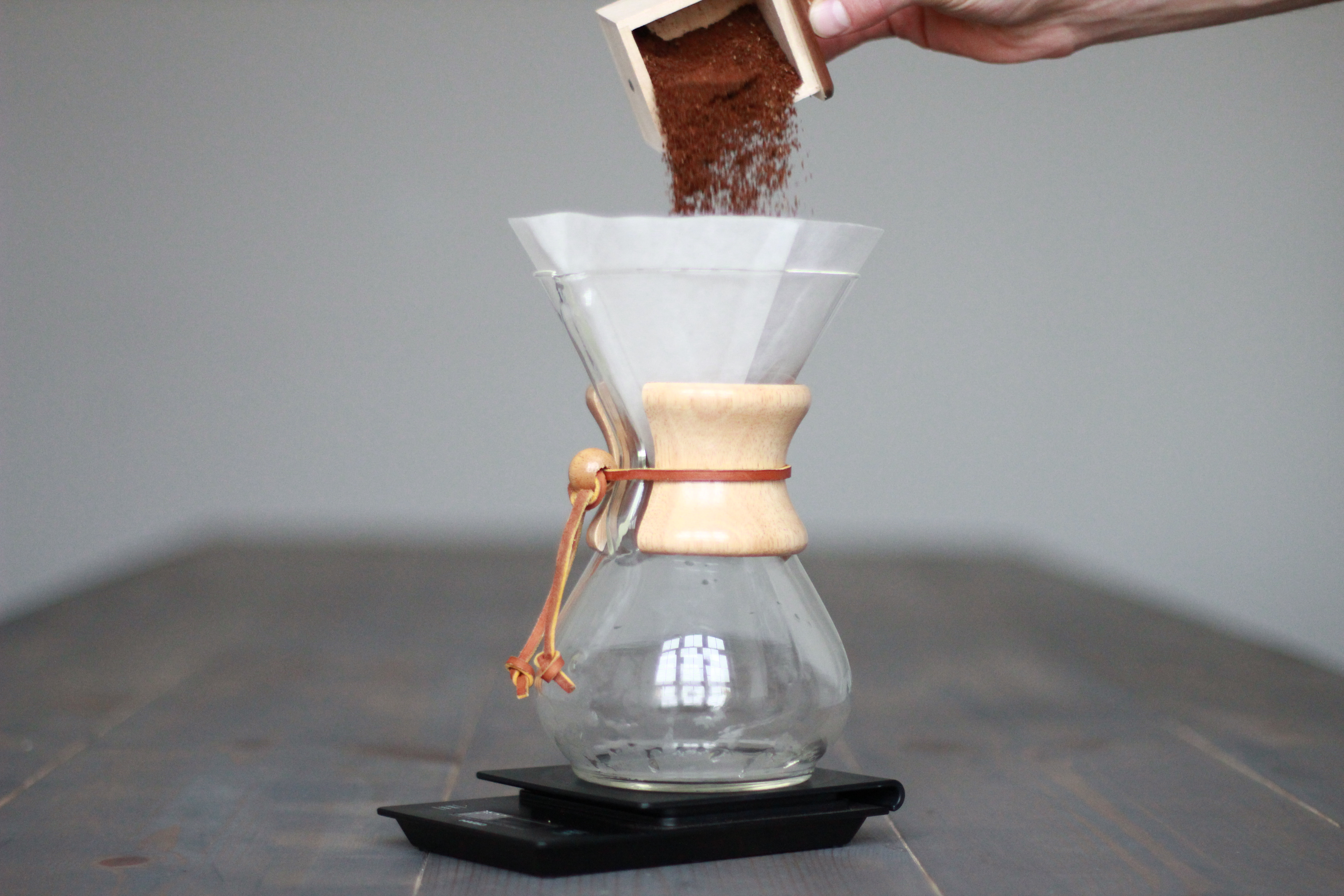
Chemex składa się ze szklanej kolby w kształcie klepsydry

Chemex (ang. Chemex coffeemaker) – rodzaj prostego ekspresu do kawy, w którym gorąca woda o odpowiedniej temperaturze, w szklanym naczyniu powoli przesiąka przez papierowy filtr wypełniony zmielonymi ziarnami kawy. Urządzenie wynalazł w 1941 roku Peter Schlumbohm, do dziś jest produkowane przez firmę Chemex Corporation z siedzibą w amerykańskim mieście Chicopee.
W 1958 roku pracownicy Illinois Institute of Technology uznali Chemex za „jeden z najlepiej zaprojektowanych produktów czasów współczesnych”, a wkrótce potem jeden egzemplarz znalazł się w zbiorach sztuki użytkowej nowojorskiego Museum of Modern Art.

## Historia
Peter Schlumbohm, chemik i wynalazca, wyemigrował z nazistowskich Niemiec w 1935 roku. Jako przedstawiciel tzw. ruchu New Kitchen we wzornictwie, traktował kuchnię jako swoiste laboratorium chemiczne. Dlatego przy tworzeniu swojego ekspresu do kawy inspirował się zarówno sprzętem laboratoryjnym wykorzystywanym przez chemików (w szczególności kolbą stożkową), jak i sztuką użytkową Bauhausu.
Projekt ekspresu opatentował w 1939 roku i jeszcze tej samej jesieni założył w Nowym Jorku firmę Chemex Corporation, która miała się zająć produkcją nowego wynalazku. Choć pomysł i kapitał należały wyłącznie do Schlumbohma, musiał sobie dobrać dwóch wspólników, bowiem nie posiadał obywatelstwa amerykańskiego, a prawo USA wymagało, by dwie trzecie udziałów nowych firm należało do Amerykanów.
Początkowo szklane kolby produkowano ręcznie, jednak sprzedaż wkrótce przekroczyła możliwości produkcyjne firmy. W 1942 roku ekspresy zaczęły sprzedawać sieci handlowe Wanamaker's i Macy's, dzięki czemu sprzedaż skokowo wzrosła, a właściciele firmy zmuszeni zostali do poszukania huty szkła o większych możliwościach produkcyjnych. Wybór padł na Corning Glass, jednak firma wkrótce zagroziła rezygnacją z dalszej produkcji ze względu na ograniczenia w dostępie do surowców i siły roboczej wynikające z trwającej II wojny światowej. W tej sytuacji Schlumbohmowi udało się przekonać zarządzającą gospodarką USA radę War Production Board, że jego ekspres powinien otrzymać wsparcie, jako że - w przeciwieństwie do innych ekspresów do kawy produkowanych podówczas w USA - powstaje niemal wyłącznie ze szkła, a nie z metali potrzebnych przemysłowi zbrojeniowemu.

## Zasada działania
Chemex składa się ze szklanej kolby w kształcie klepsydry z cylindrycznym w przekroju przewężeniem, w którym umieszcza się papierowe filtry z mieloną kawą. Filtry wykonane są z chemicznie przetworzonego papieru, grubszego niż wykorzystywany w standardowych filtrach do ekspresów przelewowych. Gruby filtr usuwa z naparu większość olejków zawartych w kawie, dzięki czemu powstały napój różni się smakiem od kawy przygotowywanej za pomocą innych metod. Dzięki tej metodzie możliwe jest także usunięcie z kawy kafestolu, występującego w kawowych olejkach związku chemicznego wpływającego na zwiększanie się poziomu cholesterolu u jej konsumentów.

## Przygotowanie naparu
By przygotować kawę, użytkownik podgrzewa wodę w osobnym naczyniu do temperatury ok. 93 °C. W tym samym czasie w przewężeniu szyjki szklanej kolby umieszcza papierowy filtr zwilżony wrzątkiem, a w nim grubo zmielone ziarna kawy. Następnie polewa ziarna niewielką ilością gorącej wody i czeka około 45 sekund, by ta przeniknęła przez zmieloną kawę, po czym powtarza czynność. Dla standardowego ekspresu o pojemności sześciu filiżanek (ok. 750 ml) proces trwa ok. 4 minut i wymaga ok. 50 gramów zmielonych kawowych ziaren.

## W kulturze
Jako jedna z ikon amerykańskiego wzornictwa lat 30. i 40., ekspresy Chemex pojawiły się w wielu dziełach kultury i sztuki. Występują m.in. w filmie Billy’ego Wildera Sabrina z 1954.
W powieści Pozdrowienia z Rosji Ian Fleming opisał Chemex jako ulubioną metodę przygotowywania kawy przez Jamesa Bonda. Zamiłowanie do szklanych kawiarek tej marki zdradza również grany przez Paula Newmana Lew Harper, główny bohater filmu Ruchomy cel, grana przez Doris Day główna bohaterka filmu Telefon towarzyski oraz tytułowa Rosemary Woodhouse (Mia Farrow) w dramacie Romana Polańskiego Dziecko Rosemary. Ekspres występuje także m.in. w pilocie serialu Przyjaciele i jako element wystroju mieszkania Dona Drapera w serialu Mad Men. Z kolei w filmie Interstellar bohaterowie używają ekspresu do filtrowania wody z pyłu na dotkniętej kataklizmem Ziemi.